# La Izquierda - El Arco Iris
La Izquierda - El Arco Iris (en italiano La Sinistra - L'Arcobaleno) fue una coalición de partidos políticos italianos de izquierda fundada en diciembre de 2007. Los partidos que la formaron fueron:
- Refundación Comunista
- Partido de los Comunistas Italianos
- Federación de los Verdes
- Izquierda Democrática

## Historia
Ya en el 2000 la dirección del Partido de los Comunistas Italianos propuso una federación que reuniera las fuerzas postcomunistas, a la izquierda de La Margarita, pero fue acogida fríamente por Refundación Comunista, aunque vio atractiva la idea de construir una formación europea de izquierda. En las elecciones legislativas italianas de 2006 el PdCI se presentó en coalición con Verdes en el Senado con Alfonso Pecoraro Scanio a la cabeza.
Durante el año 2007 la vida política italiana estaba en proceso de cambio. Este proceso, iniciado con la fundación del Partido Democrático (en el cual se unieron los partidos socialdemócratas y socioliberales), fue seguido a su vez por el anuncio de Silvio Berlusconi consistente en que su partido, Forza Italia, pasaría a formar parte del Pueblo de la Libertad con el objetivo de aglutinar a las fuerzas de centro-derecha y conservadoras. 
La fundación del Partido Democrático empujó a los movimientos de izquierda a iniciar un proceso de unificación el 21 de mayo de 2007, de modo que el 7 de junio se reunieron en Roma 142 parlamentarios de Refundación Comunista, el Partido de los Comunistas Italianos, Verdes e Izquierda Democrática. Los 4 ministros de izquierda del gobierno de Romano Prodi siguieron una línea común desde junio, y por el 2 de agosto publicaron un manifiesto. Durante ese otoño se celebraron asambleas territoriales y locales y posteriormente se convocó una asamblea general los días 8 y 9 de diciembre convocada por Fabio Mussi, Franco Giordano, Pecoraro Scanio y Oliviero Diliberto en Roma, donde leen una declaración de intenciones y dan por creado el nuevo partido. No participa el sector Sinistra Critica de Refundación Comunista, más partidarios de crear una formación decididamente anticapitalista.
Tras la caída del gobierno Prodi, el 5 de febrero de 2008 decidieron presentarse a las elecciones generales de Italia de 2008 en lista unitaria y con Fausto Bertinotti (RC) a la cabeza de lista. Giordano hizo una propuesta común al PD de Walter Veltroni para evitar la victoria del centroderecha, pero Veltroni la rechazó. El 19 de febrero de 2008 llegan a un acuerdo para la formación de las listas: 45% para RC, 19% para los Verdes, 19% para el PdCI y 17% para SD.
La campaña se basó en la lucha contra la precariedad laboral, el laicismo, paz, derechos civiles y medio ambiente, pero su negativa a hacer un gobierno de coalición la apartó de los medios de comunicación. En las elecciones obtuvo finalmente el 3,08% de los votos en el Parlamento y el 3,21% en el Senado y ningún diputado ni senador. Bertinotti dimitió tanto de la coalición como de Refundación Comunista. Poco después el PdCI abandona el proyecto electoral y propone una constituyente de partidos comunistas italianos. SD quiso mantenerlo, pero RC también abandona el proyecto al poco tiempo.

## Enlaces
- www.sinistrarcobaleno.it

- Datos: Q964642